# Anita Loos
Anita Loos (Sisson, 26 de abril de 1889-Nueva York, 18 de agosto de 1981) fue una actriz y escritora estadounidense. Es principalmente conocida por su novela cómica Los caballeros las prefieren rubias (Gentlemen Prefer Blondes, 1926). y su continuación, Pero se casan con las morenas (But Gentlemen Marry Brunettes, 1928). Además, escribió regularmente para las revistas Harper's Bazaar, Vanity Fair y The New Yorker. En 1912 se convirtió en la primera mujer guionista en Hollywood, cuando D W Griffith la contrató para Triangle Film Corporation. Durante 18 años trabajó como guionista para la Metro Goldwyn Mayer.

## Biografía

### Infancia y juventud

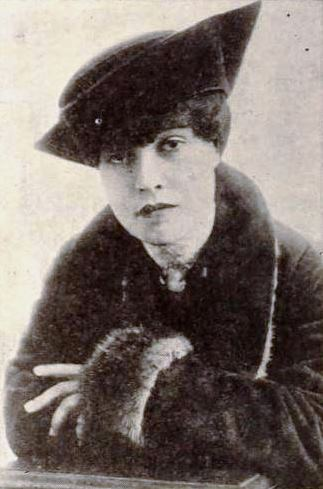
Anita Loos, diciembre de 1917.

Corinne Anita Loos nació en la localidad de Sisson, California (hoy Mount Shasta), hija de Richard Beers Loos y su esposa Minerva "Minnie" Ellen Smith. Anita tenía dos hermanos: Gladys y Clifford (conocido como Harry Clifford), médico y cofundador del Grupo Médico Ross-Loos. Su padre fundó un periódico sensacionalista, en el que su madre hacía la mayor parte del trabajo editorial. En 1892, cuando Loos tenía cuatro años, la familia se mudó a San Francisco, donde su padre compró el periódico The Dramatic Event, una versión velada de la Gaceta de la Policía del Reino Unido, con el dinero que Minerva pidió prestado a su padre.

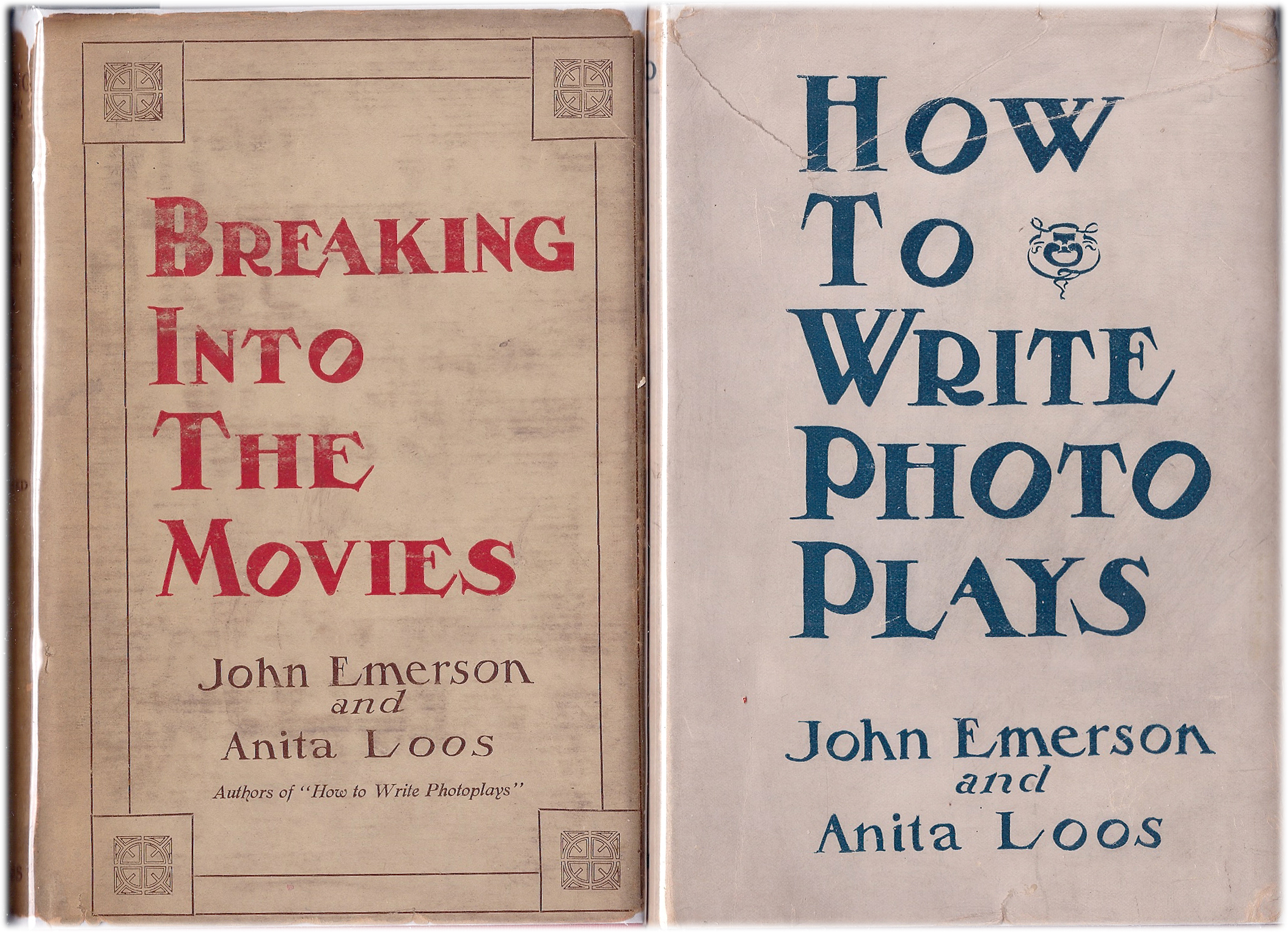

Mientras vivía en San Francisco, Loos solía acompañar a su padre alcohólico en excursiones a los muelles, donde se sentaban a pescar y trababan conversación con los lugareños, alimentando la fascinación que Loos siempre mantendría hacia las personas de vida arruinada y las mujeres de la calle. En 1897, a instancias de su padre, Anita y su hermana Gladis, que murió a la edad de ocho años de apendicitis, actuaron en la producción de Quo Vadis en San Francisco. Anita continuó actuando en los escenarios, siendo a veces el único sostén de la familia. La derrochadora vida de Beers los afectó y en 1903, aceptó una oferta para trabajar como administrador de una compañía de teatro en San Diego. Allí, Anita actuaba simultáneamente en la compañía de su padre, y bajo otro nombre con la compañía más famosa de la ciudad. Fue entonces cuando comenzó a ocultar su verdadera edad.
Anita Loos sabía que quería ser escritora desde que tenía seis años, y también quería liberarse de la esclavitud que le suponían sus actuaciones teatrales. Después de graduarse en San Diego, Loos ideó un método para emparejar informes publicados de la vida social de Manhattan, enviándolos por correo a un amigo en Nueva York que los enviaría bajo su propio nombre para su publicación en San Diego. Su padre había realizado algunas obras de un solo acto para la sociedad teatral y la alentó a trabajar en ese campo. Ella escribió The Ink Well, una pieza exitosa por la que recibiría regalías periódicas.
En 1911, el teatro también proyectaba películas después de las actuaciones de cada noche. Anita se aficionó así al cine. Envió su primer proyecto de guion, Él era un chico universitario, a la Compañía Biograph, por el que recibió 25 dólares. The New York Hat, protagonizada por Mary Pickford y Lionel Barrymore y dirigida por D. W. Griffith, fue su tercer guion y el primero en ser producido. Loos buceaba en la vida real y reproducía situaciones reales para sus guiones: representó a los compinches de su padre, los amigos de su hermano y a los ricos de vacaciones en los complejos turísticos de San Diego. Eventualmente, cada experiencia se convertía en una aportación para la elaboración de sus narraciones.
En 1912, Loos había vendido guiones a los estudios Biograph y para Lubin Manufacturing Company. Entre 1912 y 1915, redactó 105 guiones, de los cuales solo cuatro no fueron producidos y escribiría 200 más antes de entrar por primera vez al interior de unos estudios cinematográficos.

### Hollywood

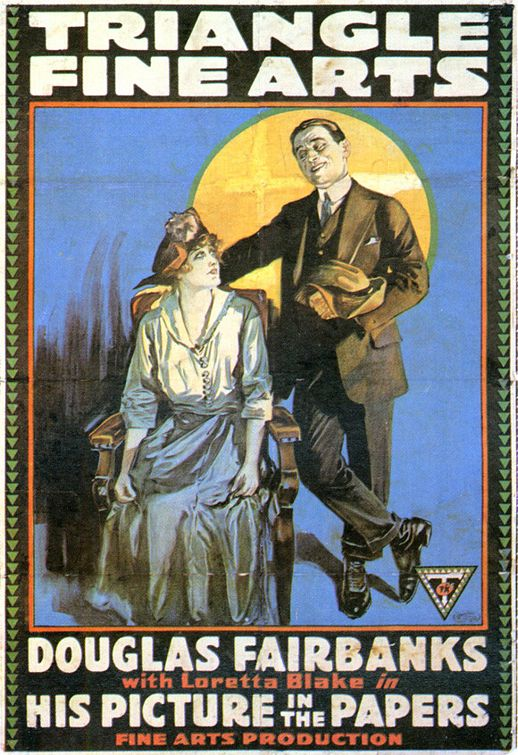
Cartel de His Picture in the Papers.

Su madre se había opuesto sistemáticamente a que trabajara en Hollywood. En 1915, tratando de escapar de su influencia, Loos se casó con el que sería su primer marido, Frank Pallma, Jr., el hijo del director de una big band. Pero Frank resultó ser un hombre sin dinero y aburrido; después de seis meses, Anita lo envió a buscar horquillas para el cabello, y mientras él no estaba, ella hizo las maletas y se marchó a casa de su madre. Después de eso, Minnie se replanteó su oposición a la carrera en Hollywood. Acompañada por su madre, Anita se unió a la colonia cinematográfica hollywoodiense, donde Griffith colocó a Loos en la nómina de Triangle Film Corporation a 75 dólares por semana con una bonificación por cada guion producido, quizás convirtiéndola en la primera "escritora del personal".

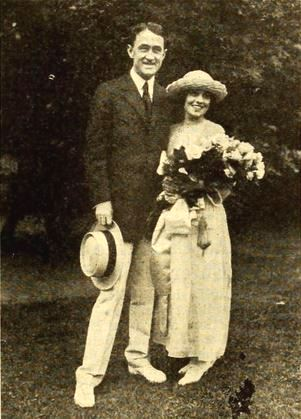
Boda de Emerson y Loos en 1919.

Muchos de los guiones que hizo para Griffith no llegaron a ser producidos. Algunos consideró que no podían ser filmados porque "todas las risas estaban en las líneas, no había forma de que salieran a la pantalla", pero él la animó a continuar, porque leerlos lo divertía. Su primer crédito en pantalla fue en una adaptación de Macbeth. Cuando Griffith le pidió que escribiera los subtítulos para su épica Intolerancia (1916), viajó a la ciudad de Nueva York por primera vez para asistir a su estreno. En lugar de regresar a Hollywood, Loos pasó el otoño de 1916 en Nueva York y se reunió con Frank Crowninshield de la revista Vanity Fair. Tuvieron una relación instantánea, y Loos seguiría siendo una colaboradora de esa publicación durante varias décadas.
Loos regresó a California justo cuando Griffith, que quería hacer películas más largas, abandonaba Triangle, y se unió así al director y su futuro marido John Emerson para una serie de exitosas películas con el actor Douglas Fairbanks. Loos y compañía se dieron cuenta de que las acrobacias de Douglas Fairbanks eran una extensión de su personalidad efervescente y convertían su habilidad atlética natural en papeles de aventuras de capa y espada. His Picture in the Papers (1916) se destacó por su estilo irónico de subtítulos discursivos e ingeniosos: "Mi subtítulo más popular presentó el nombre de un nuevo personaje. El nombre era algo así: 'Conde Xxerkzsxxv'. Luego, hubo una nota: "Para aquellos de ustedes que leen los títulos en voz alta, no pueden pronunciar el nombre del conde. Solo pueden pensarlo".
Las cinco películas que Loos escribió para Fairbanks lo convirtieron en una gran estrella cinematográfica. Cuando a Fairbanks le ofrecieron un contrato con Famous Players-Lasky, se llevó consigo al equipo formado por Emerson y Loos con unos altos emolumentos que ascendían a 500 dólares por semana. Durante esta época, Loos, Fairbanks y Emerson colaboraron bien juntos, y Loos recibió tanta publicidad como Lillian Gish o Mary Pickford. La revista Photoplay la etiquetó como "The Soubrette of Satire" y era conocida por sus amigos con el apelativo abreviado de Nita. En 1918, Famous Players-Lasky le ofreció a la pareja un contrato de cuatro películas en Nueva York por más dinero del que habían ganado con la colaboración con Fairbanks.

### Nueva York

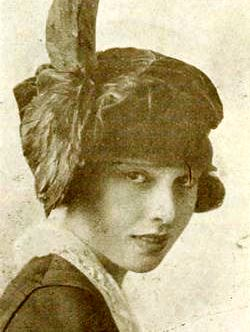
Anita Loos - febrero de 1919.

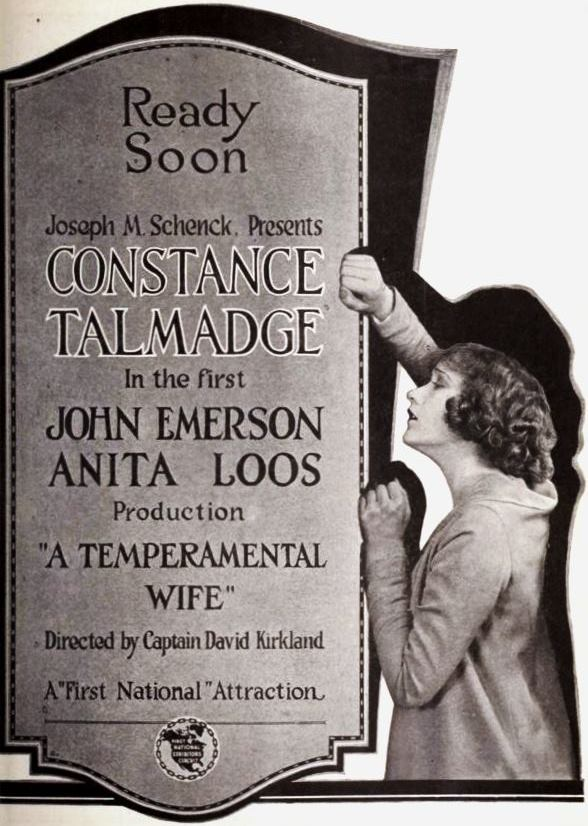
A Temperamental Wife (1919).

Loos, Emerson y su colega escritora Frances Marion emigraron a Nueva York en grupo, y Loos y Emerson compartieron una mansión arrendada en Great Neck, Long Island. Loos quería desesperadamente que Marion hiciera de carabina, pero se sintió atraída por Emerson. Él fácilmente admitiría que "nunca había sido, ni podría ser, fiel a ninguna mujer". Loos se convenció a sí misma de que vería que era diferente de todas sus otras chicas, y que detrás de su exteriormente aburrido exterior era una gran mente. Ella estaría equivocada en ambos casos. Más tarde escribiría: "Había puesto mi mirada en un hombre de cerebro, a quien podía mirar arriba", se lamentó, "pero qué terrible decepción sería descubrir que yo era más lista que él".

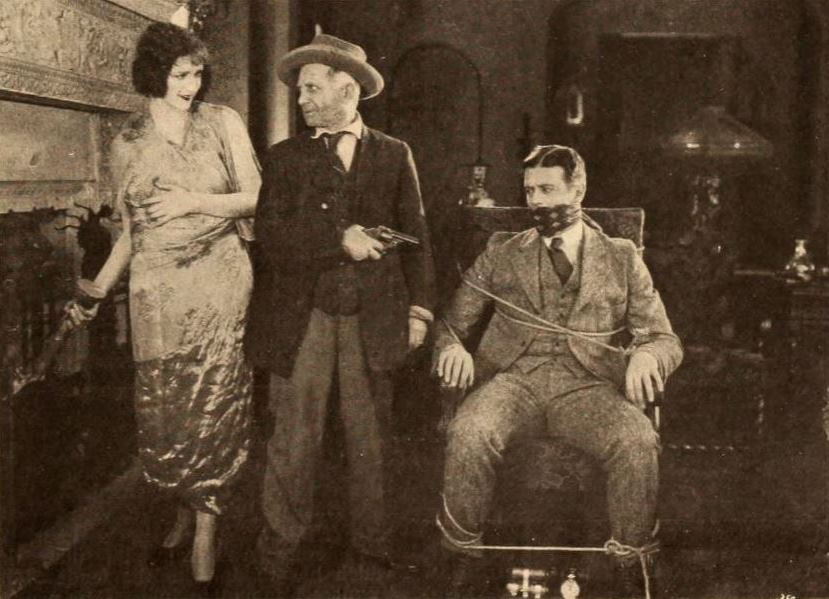
The Perfect Woman (1920).

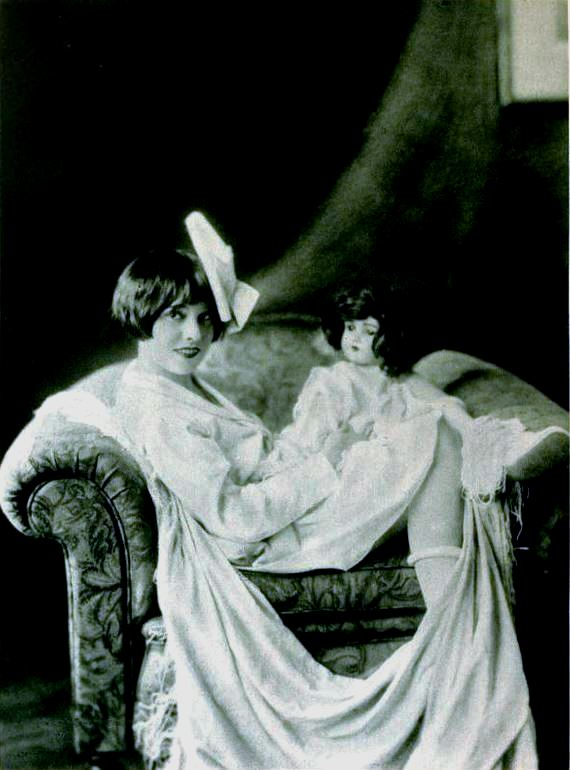
Anita Loos - abril de 1922.

Las películas de Famous Players-Lasky no fueron tan exitosas como sus películas anteriores, en parte porque las protagonizaron actores de Broadway, sin experiencia en la actuación cinematográfica. Además de su trabajo para el cine, la pareja escribió dos libros: Breaking into the Movies, publicado en 1919, seguido de How to Write Photoplays en 1921. Aunque los guiones eran firmados por ambos, eran producto únicamente del trabajo de Loos, que dejaba aprovecharse a su infiel marido. Loos más tarde afirmaría que Emerson se llevó todo el dinero y la mayor parte del crédito de sus obras, a pesar de que su contribución generalmente consistía en observar desde la cama como trabajaba Loos. Para disgusto de sus amigos, su adoración por Emerson se manifestaba como sumisión. Cuando no se renovó su contrato, él culpó a sus guiones. Cuando William Randolph Hearst le ofreció a Loos un contrato para escribir un guion para su amante Marion Davies, Loos incluyó a Emerson en el trato, aunque su presencia fue innecesaria. A Hearst le gustó la película y Getting Mary Married (1919) fue una de las pocas películas de Marion Davies que no perdió dinero. Loos y Davies se hicieron amigas de por vida a partir de entonces y Loos era invitada frecuentemente a las mansiones de Hearst, especialmente al Castillo Hearst en San Simeón en California donde siempre la situaba a su derecha en las comidas.
Loos y Emerson rechazaron otro película con Davies y prefirieron escribir para su vieja amiga Constance Talmadge, cuyo cuñado, Joseph Schenck, (esposo de Norma Talmadge) era un productor independiente. Tanto A Temperamental Wife (1919) como A Virtuous Vamp (1919) fueron grandes éxitos para Talmadge. Los estudios de cine de Schenck estaban en un almacén de Nueva York, y Loos y Emerson ocuparon suites en el hotel Algonquin. A Anita le gustaban individualmente muchos de los miembros de la Mesa Redonda del Algonquin, como Dorothy Parker, Edna Ferber, Noël Coward o Robert E. Sherwod, pero como grupo los encontraba abrumadores. En la primavera de 1919, la pareja se unió a los Talmadge y Schenck en el Hotel Ambassador en Park Avenue, con Constance, llenando el vacío dejado por la pérdida de su hermana muchos años antes. Cuando Anita y Constance no estaban trabajando, iban de compras. Los Talmadge-Schenck convencieron a Anita de veranear con ellos en París sin Emerson. Gran parte de esta aventura terminaría siendo una fuente para el libro de Loos, Gentlemen Prefer Blondes (Los caballeros las prefieren rubias).
Cuando regresaron, produjeron cinco películas más en 16 meses. Emerson seguía recibiendo su sueldo completo, aunque aparentemente tenía pocas apariciones en el set y los créditos del guion seguían a nombre de ambos. El asistente de Emerson, que había retomado su carga de trabajo en el set, se opuso a su aparición en los créditos y al reembolso injusto pero fue reemplazado. Después de que Loos obtuvo el divorcio de su primer marido, Emerson le propuso matrimonio. Se casaron en la finca de Schenck el 15 de junio de 1919. Loos fue una de las primeras en unirse a la Lucy Stone League de Ruth Hale, una organización que luchó para que las mujeres conservaran sus apellidos de soltera después del matrimonio. Hale, esposa del dramaturgo Heywood Broun, había luchado por obtener un pasaporte estadounidense emitido con su nombre de nacimiento.
La pareja se mudó a un modesto apartamento de Murray Hill y redujo su actividad a dos películas al año para dedicarse a viajar. Pasaron el verano en París con su nuevo asistente, John Ashmore Creeland, para visitar a muchos de los escritores asaentados en París, que Loos había conocido en América, así como a Gertrude Stein y Alice B. Toklas, a Elisabeth Marbury y Elsie De Wolfe. Loos estuvo muy pronto con Elsa Maxwell y Dorothy Gordon "Dickie" Fellows.

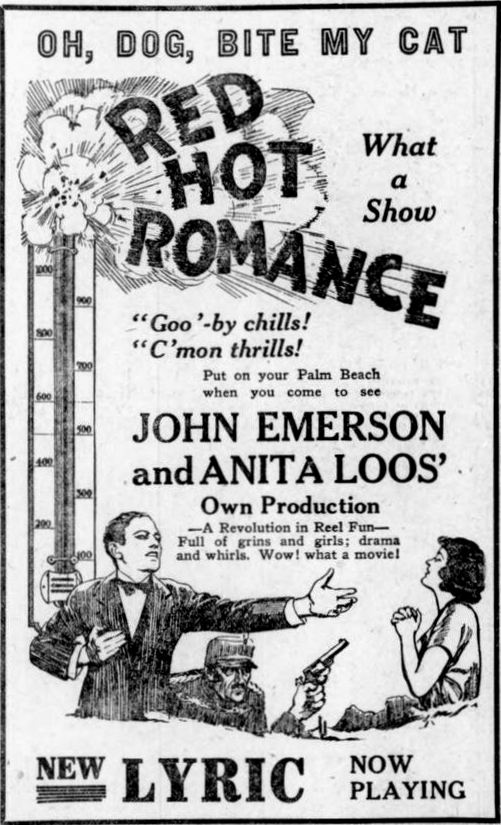
Red Hot Romance (1922).

Después de una película más para Constance, The Perfect Woman (1920), Emerson rechazó otro contrato con Schenck, ya que se había desilusionado con la industria cinematográfica. Después de trabajar con Actors Equity durante su huelga de 1919, decidió que el equipo de Loos-Emerson debería mudarse al teatro. Loos tomó una posición subordinada. Su primera obra, The Whole Town's Talking, que se estrenó en el Bijou Theatre el 29 de agosto de 1923, recibió buenas críticas y fue un éxito de taquilla moderado. Poco después, la pareja se mudó a una pequeña casa en Gramercy Park.
Emerson había convencido a una desconsolada Loos de que necesitaba tomarse un descanso de su matrimonio una vez por semana. En estos días salía con mujeres más jóvenes, mientras que Loos se consolaba entreteniendo a sus amigas: las hermanas Talmadge, Mama Peg Talmadge, Marion Davies, Marilyn Miller, Adele Astaire y una variedad de coristas mantenidas por hombres prominentes. Estas veladas de las "viudas de los martes" influirían en sus escritos posteriores, y fue con las "viudas de los martes" que visitó uno de sus lugares de reunión favoritos, Harlem, donde desarrolló un aprecio profundo y permanente por la cultura afroamericana. "A veces recibo preguntas sobre mi matrimonio con un hombre que me trató con completa falta de consideración, trató de tomar el prestigio por mi trabajo y se apropió de todas mis ganancias", escribió Loos en Cast of Thousands. "La razón principal es que mi marido me liberó, me otorgó la libertad total para elegir mis propios amigos".
Loos se había convertido en una devota admiradora de H. L. Mencken y cuando estaba en Nueva York, a veces tomaba un descanso de sus "viudas del martes" y se unía a su círculo, que incluía a Theodore Dreiser, Sherwood Anderson, Sinclair Lewis, Joseph Hergesheimer, el ensayista Ernest Boyd y el crítico teatral George Jean Nathan. Loos adoró a Mencken con lo que pudo haber sido amor y prefirió este grupo a la Mesa Redonda del Algonquin. Gradualmente se dio cuenta de que Emerson palidecía en comparación con alguien como Mencken, y decepcionantemente, los caballeros de alto coeficiente intelectual no se decantaban por mujeres con cerebro, sino por las ligeras de cascos. En 1925, en el viaje de tres días en tren a Hollywood para hacer otra película de Talmadge, Loos comenzó a escribir un boceto de Mencken y sus amigas ligeras que más tarde se convertiría en Los caballeros las prefieren rubias.

### Los caballeros las prefieren rubias

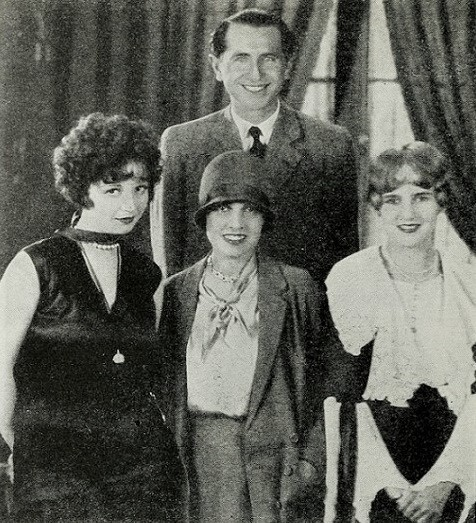
De izquierda a derecha: St Clair, White, Loos y Ruth Taylor.

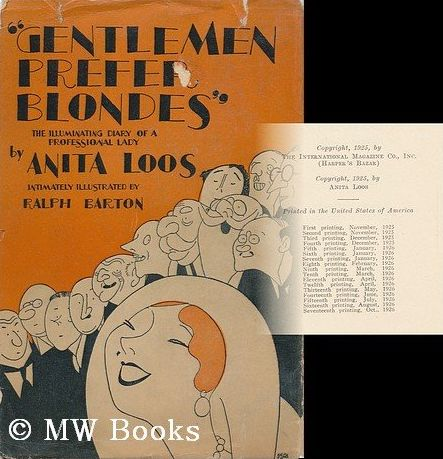
Portada de Gentlemen Prefer Blondes en su edición de 1926.

Los caballeros las prefieren rubias (Gentlemen Prefer Blondes) comenzó como una serie de breves bocetos publicados en Harper's Bazaar, conocidos como las historias de "Lorelei", eran sátiras sobre el estado de las relaciones sexuales que solo aluden vagamente a la intimidad sexual. La circulación de la revista se cuadruplicó de repente. La heroína de las historias, Lorelei Lee, era una audaz y ambiciosa joven, que estaba mucho más preocupada por coleccionar adornos caros de sus conquistas que de cualquier licencia de matrimonio, además de ser una mujer astuta de moral fácil y alta autoestima. Era una joven práctica que había internalizado el materialismo de los Estados Unidos en la década de los 20 y, por lo tanto, equiparaba la cultura con el dinero efectivo y los activos tangibles.
El éxito de los cuentos originó el clamor público para que aparecieran en forma de libro. Empujada por Mencken, firmó con Boni & Liveright. Modestamente publicado en noviembre de 1925, la primera impresión se agotó de inmediato. Las críticas iniciales fueron bastante sosas y poco impactantes, pero a través del boca a boca se convirtió en el superventas sorpresa de 1925. Loos recibió cartas de admiradores de autores como William Faulkner, Aldous Huxley y Edith Wharton, entre otros. "Blondes" tendría 3 ediciones más para fines de año, y 20 en la primera década. El pequeño libro vería 85 ediciones en los años siguientes y, finalmente, se traduciría a 14 idiomas, incluido el chino.
Cuando se les preguntó quiénes eran los modelos para sus personajes, Loos casi siempre decía que eran composiciones de varias personas, pero cuando se la presionó, admitió que el flácido y desdentado Sir Francis Beekman fue modelado según el escritor Joseph Hergesheimer y el productor Jesse L. Lasky. Dorothy Shaw se inspiró en ella y en Constance Talmadge, y la misma Lorelei se parecía más a la actriz Ziegfeld, Lillian Lorraine, que siempre buscaba nuevos lugares para mostrar los diamantes regalados por sus pretendientes.
Emerson, tal vez previendo el éxito de Blondes como una amenaza para su control sobre Loos, intentó impedir su publicación. Loos continuó trabajando en exceso durante 1926, a veces trabajando en muchos proyectos a la vez. En la primavera de 1926 completó la adaptación teatral, que se inauguró unas pocas semanas después en Chicago, y después tuvo 201 representaciones en Broadway. 
Emerson en ese momento había desarrollado un caso grave de hipocondría, utilizando ataques de laringitis imaginarios para alejar la atención de su trabajo y era, en palabras de su esposa, "un hombre que gozaba de mala salud". En opinión del psiquiatra principal de Nueva York, Smith Ely Jelliffe, ella tenía la culpa y para que Emerson "se mejorara" tendría que abandonar su carrera. Decidió retirarse después de su siguiente libro, Pero se casan con las morenas (But Gentlemen Marry Brunettes), una secuela de Blondes que le había prometido a la revista Harper's Bazaar.

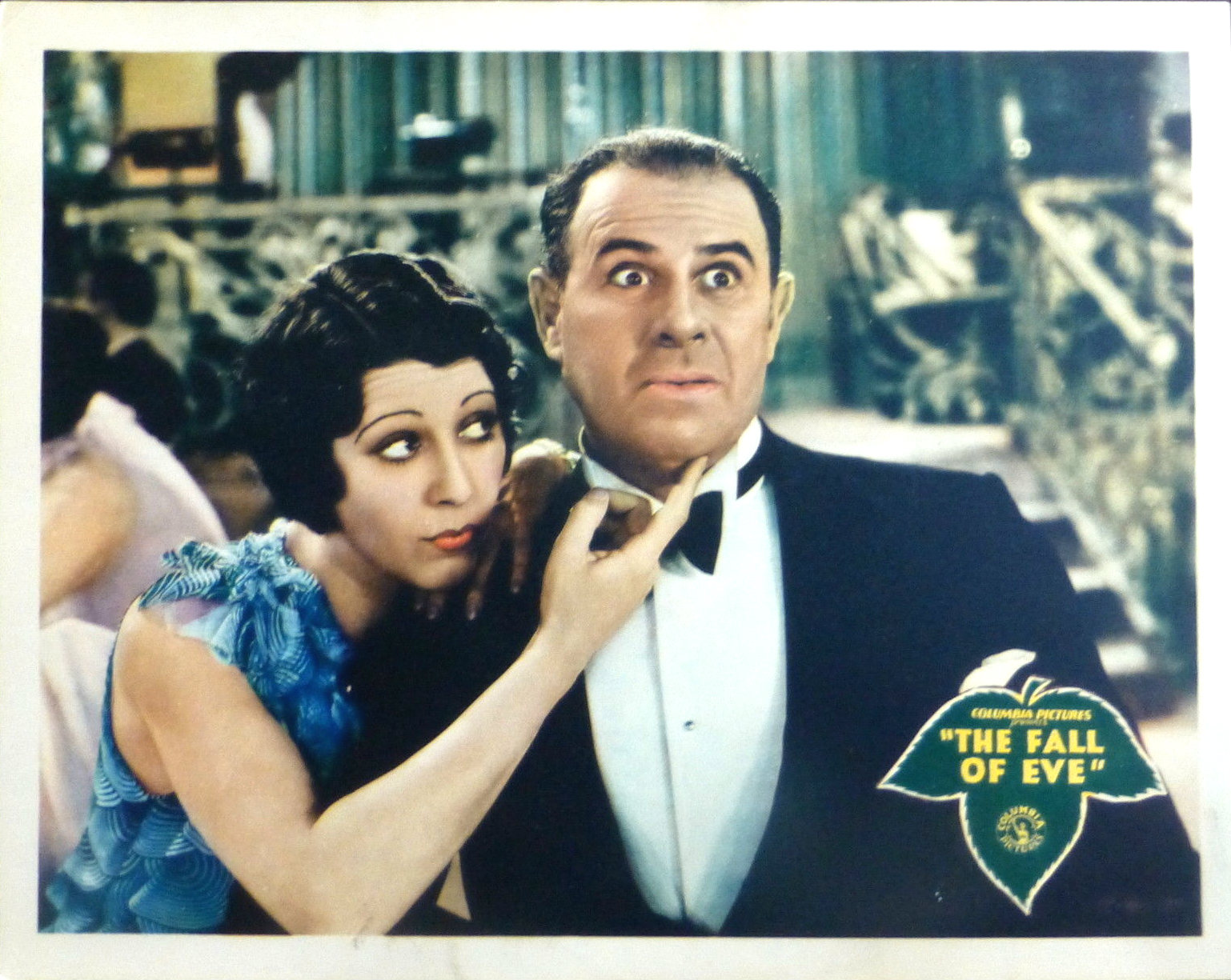
Fall of Eve.

Por consejo también del psiquiatra, la pareja había planeado otras vacaciones europeas. En el último minuto, Emerson fingió estar enfermo e insistió en que Loos continuara sola. Al llegar a Londres, donde se alojó en el Hotel Savoy, la llevaron rápidamente a casa de la socialista Sibyl Colefax, que se había convertido en un salón lleno de "jóvenes brillantes" de la época como John Gielgud, Harold Nicolson, Noël Coward y notables como Arnold Bennett , Max Beerbohm y Bernard Shaw. También participó en el círculo de Lady Ottoline Morrel. En Londres tuvo mucho éxito y aparecieron fotos de Loos en la escena social londinense en los periódicos de Nueva York, y las subsiguientes llamadas telefónicas desde "el lecho de muerte" de Emerson consiguieron que Loos se sintiera culpable por su ausencia en el extranjero. Emerson finalmente se unió a Loos en la capital inglesa y para mantener su ánimo, lo llevaba al teatro todas las noches, lo que parece que funcionó: a veces se olvidó de continuar su actuación y hablaba en tonos normales. La pareja continuó a París, donde Loos renovó viejas amistades e hizo nuevas. La recuperación de Emerson fue notable. En septiembre, sus vacaciones se acortaron; Loos fue a Nueva York para hacer revisiones de Blondes para su debut en Broadway. A pesar de ellas, Blondes cerró en abril de 1927.

### Tiempo de ocio

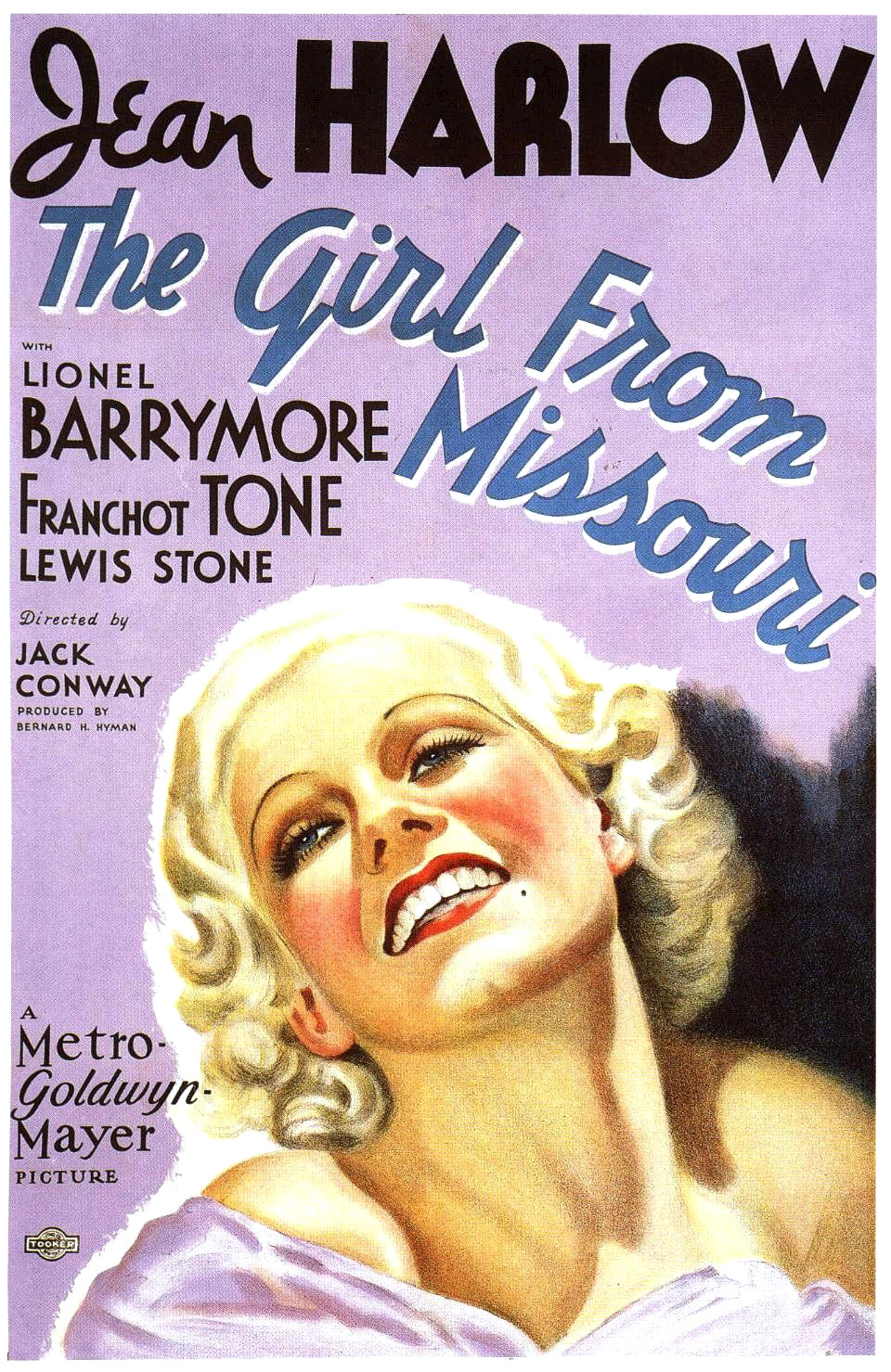
Cartel de The Girl from Missouri.

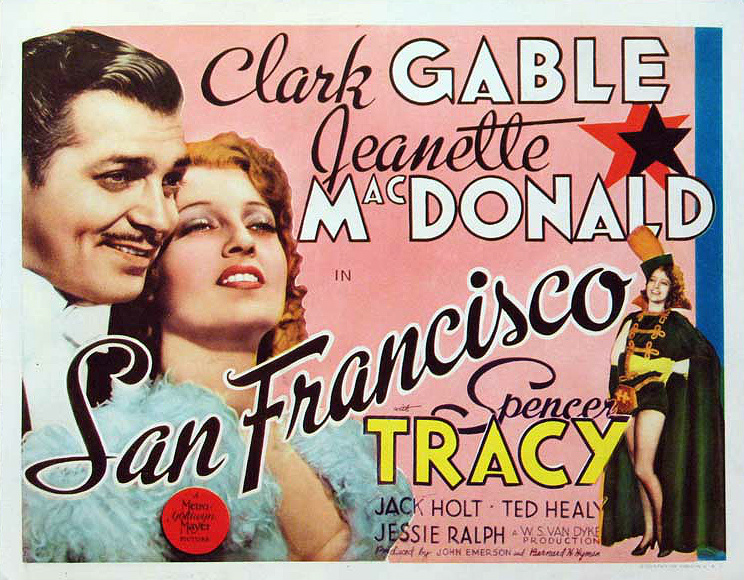
San Francisco

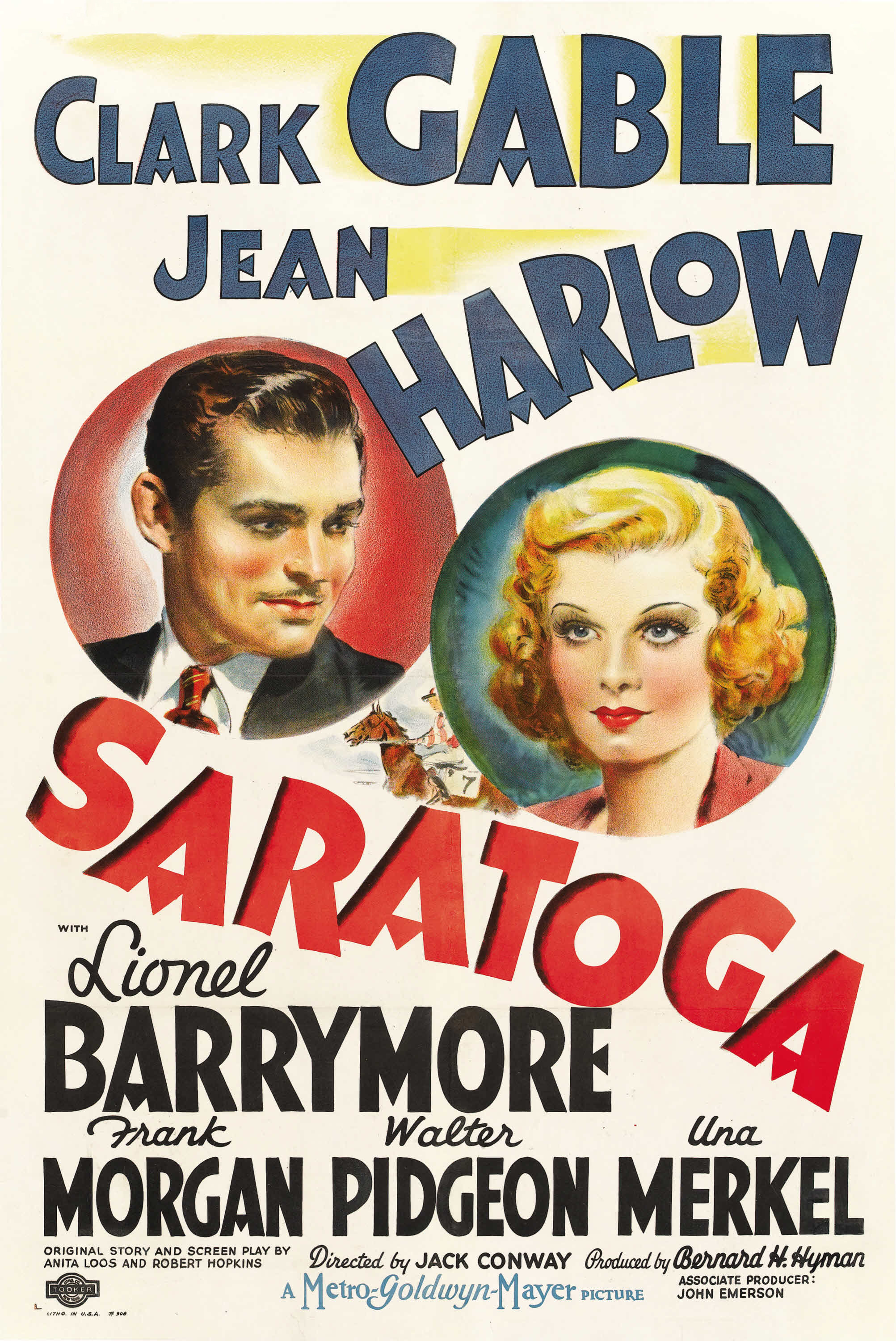
Saratoga.

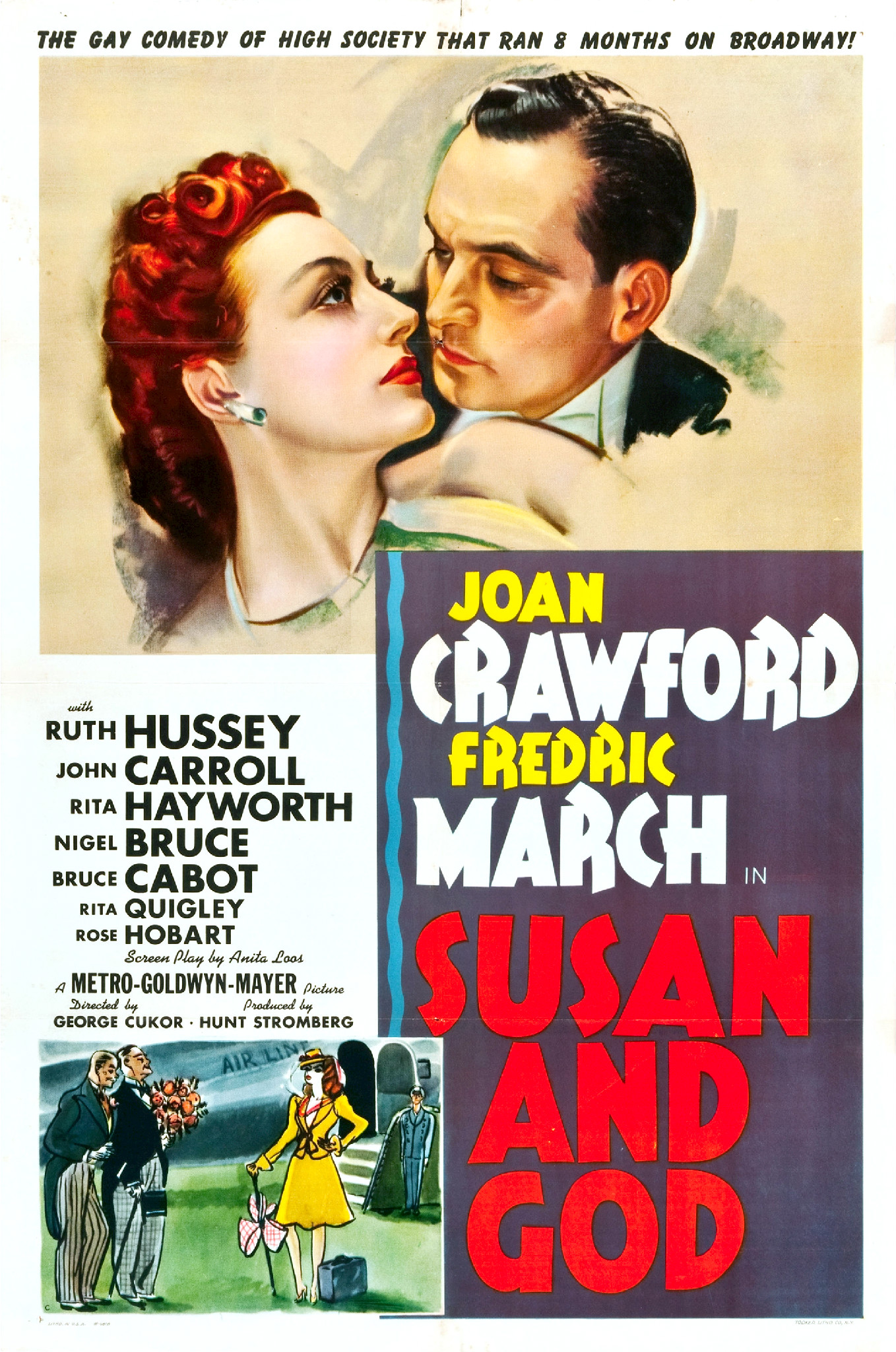
Susan and God, 1940.

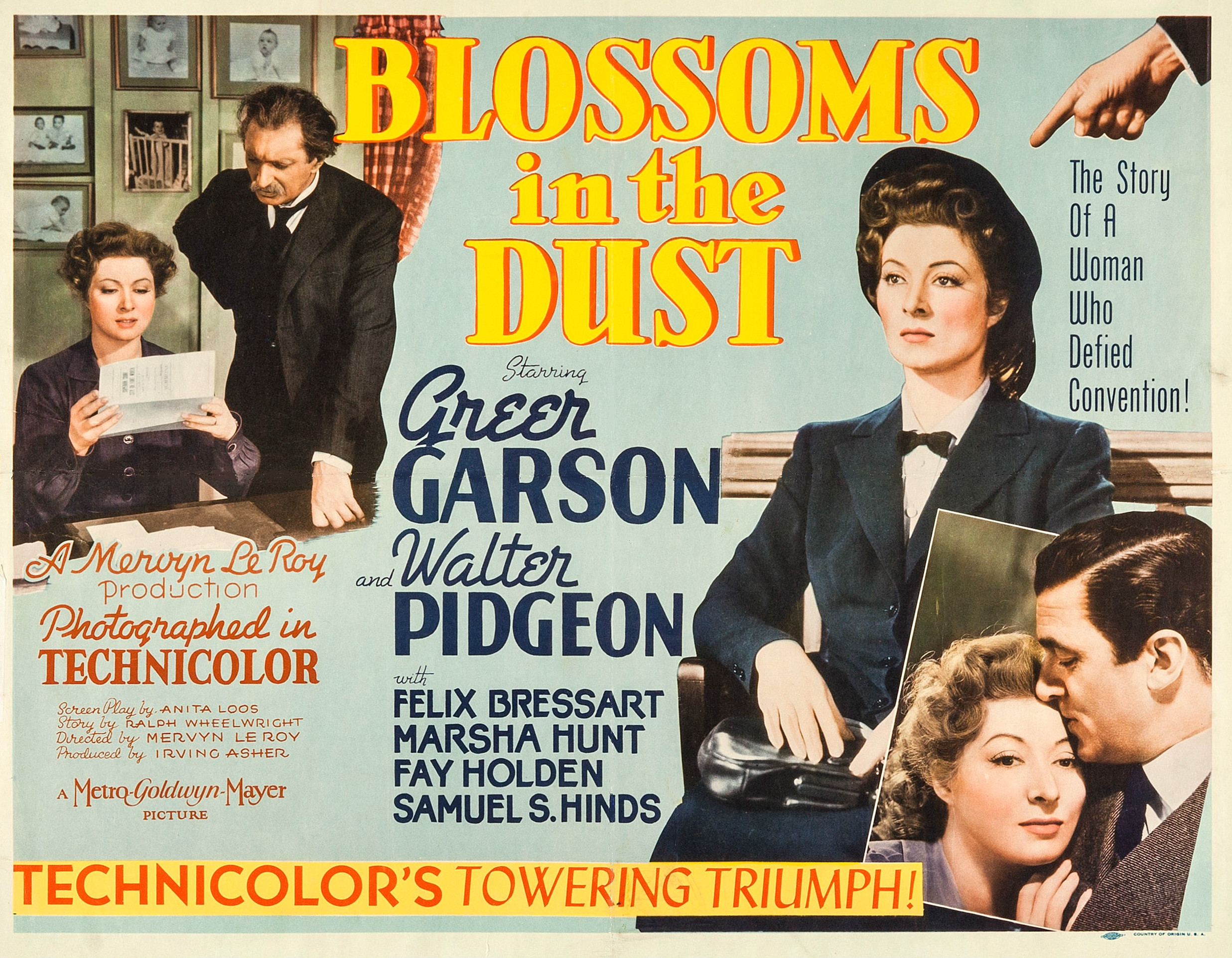
Blossoms in the Dus.

Cuando se publicó But Gentlemen Marry Brunettes en 1927, Emerson propuso otras vacaciones en Europa y se adelantó a Loos para visitar a especialistas médicos. Loos lo siguió, siempre quedándose un hotel atrás. Cuando Loos cayó en un ataque de sinusitis en Viena, ella y el otorrino que la trataba establecieron un método para "arreglar" la hipocondría de Emerson. El médico organizó una operación para Emerson con cirugía simulada e incluso le presentó los "pólipos" que supuestamente le habían sido extraídos de sus cuerdas vocales. Este engaño con una solución placebo tuvo éxito y cuando regresaron, Emerson curado se complació en lucir su pequeño trofeo. Sin querer deshacer todos sus esfuerzos, Loos se retiró a una vida de ocio.
La primera versión cinematográfica de Gentlemen Prefer Blondes, ahora perdida, fue estrenada en 1928, estaba protagonizada por Ruth Taylor (como Lorelei Lee), quien tomó su papel tan en serio que tan pronto como terminó la película se casó con un millonario llamado Paul Zuckerman y no volvió nunca a trabajar en el cine. De 1927 a 1929, Loos y Emerson viajaron mucho, lo que fue difícil para la salud de Loos. Todos sus inviernos trascurrieron en Palm Beach, donde Emerson se complacía con la escalada social que vivían. Allí, Loos conoció a Wilson Mizner, un especulador inmobiliario ingenioso y encantador, que se convirtió en su hombre de confianza. Aunque se veían todos los días, la relación, no duraba más allá de Florida. Loos, hambrienta de compañía intelectual masculina, se rumoreaba que había estado a punto de tener una aventura completa. Emerson también sufrió el regreso de su dolencia imaginaria de garganta, aunque se recuperó rápidamente después de una segunda ronda de "cirugías pretendidas" vienesas.
Emerson también amenazó con tener otra recaída después de pasar la Navidad en Hollywood en 1929. Los Emerson habían viajado a Hollywood con el nuevo amigo de Loos, el fotógrafo Cecil Beaton. Wilson Mizner también se había trasladado a Hollywood como guionista. Como Emerson tenía su propio entretenimiento, Loos solía estar en compañía de Beaton o Mizner. Cuando regresaron a Nueva York en la primavera de 1930, Emerson expresó su descontento por su falta de atención, y la culpable Loos pasaría mucho más tiempo sola. Emerson también había invertido imprudentemente "su" dinero, que se perdió en la quiebra del mercado de valores, y sugirió que volviera a trabajar. Loos no le importó mucho la propuesta y en pocos meses escribió una adaptación teatral de But Gentlemen Marry Brunettes y una comedia titulada Cherries are Ripe.
Con sus ingresos mermados, la pareja se mudó a un hotel residencial y viajó mucho menos en 1931. Poco después, Loos encontró una carta de amor de una de las conquistas de Emerson. Emerson describía su matrimonio como "insatisfecho". Decepcionada, Loos le ofreció el divorcio pero Emerson se negó y sugirió que vivieran separados, con una "asignación" adecuada. Culpándose a sí misma por su infelicidad, se mudó a un departamento en la East Sixty-Ninth Street. Sin embargo, su nueva vida le permitió finalmente gastar su "asignación" -es decir, su parte de lo que ganaba por la pareja- de la manera que quisiera.
Cuando el equipo de Emerson-Loos recibió una oferta para escribir guiones para Irving Thalberg en MGM, Emerson se negó a ir. Loos aceptó con un salario de 1.000 dólares a la  semana.

### En la Metro-Goldwyn-Mayer
El primer proyecto que Thalberg entregó a Loos fue La pelirroja de Jean Harlow porque F. Scott Fitzgerald no tenía suerte adaptando el libro de Katherine Brush. El film, completado en mayo de 1932, fue un éxito, estableció a Harlow como una estrella y puso a Loos una vez más en la primera fila de los guionistas.

"Ella era un activo muy valioso para MGM, porque el estudio tenía tantas femmes fatales -Greta Garbo, Joan Crawford, Norma Shearer y Jean Harlow- que siempre estábamos buscando las historias de "mujeres turbias". Pero eran problemáticas debido a la censura. Sin embargo, se podía contar con Anita para proporcionar el delicado doble sentido. Siempre que teníamos una película de Jean Harlow en la agenda, siempre pensábamos en Anita primero ".  

el productor de MGM Samuel Marx.

Ahora feliz y exitosa, su relación con Thalberg era extraordinariamente fluida y él la requería a menudo para adaptar guiones de otros autores que no le satisfacían por completo. Su visión del cine era muy parecida, buscaban el éxito pero sin perder nada de calidad ni profundidad de significado y tenían un inmenso amor por los incomparables actores con que contaban. Loos se mudó a un departamento en Hollywood, donde se le unió, inesperada y desagradablemente, Emerson. Aunque Emerson expresó contrición por su comportamiento anterior, no hizo nada por cambiarlo. Mientras Emerson se ocupaba de ofrecer pruebas de pantalla a las jóvenes estrellas, Loos ahora podía ver a quien quisiera, incluso a su amigo íntimo Wilson Mizner. Este, que había abusado de la bebida y las drogas, tenía su salud decayendo y murió el 3 de abril de 1932, una fecha que Loos marcaría durante toda su vida.
En la Metro-Goldwyn-Mayer, Loos escribía guiones de éxito; sin embargo, a menudo tenía que usar a Emerson como conducto para comunicarse con directores y otros ejecutivos que se resistían a tratar con una mujer en pie de igualdad. Esto funcionaba bien para promover la idea de que eran un "equipo" de escritura y una pareja feliz. Compró una casa modesta en Beverly Hills en 1934, donde podía trabajar en el jardín cuando el tiempo lo permitía. Parecía que no había mundo ni vida fuera de Hollywood; durante el día trabajaba, y por la noche asistía a las fiestas organizadas por otras personas de MGM, como los Thalberg, Selznick y Goldwyn. Loos era una asistente frecuente en los almuerzos del domingo de George Cukor, que era lo más cercano que Hollywood tenía a un salón literario y al que asistían regularmente Katharine Hepburn y Spencer Tracy, Joan Crawford y Douglas Fairbanks, Jr., Lauren Bacall y Humphrey Bogart, Claudette Colbert, Marlene Dietrich, Laurence Olivier y Vivien Leigh, Richard Cromwell, Stanley Holloway, Judy Garland a la que ella no podía ni ver, Gene Tierney, Noël Coward, Cole Porter, el director James Whale, la diseñadora de vestuario Edith Head, Norma Shearer. También iban de vez en cuando figuras literarias como Sinclair Lewis, Theodore Dreiser, Hugh Walpole, Aldous Huxley, Lesley Blanch, Ferenc Molnár, y el íntimo de Cukor, W. Somerset Maugham.
En 1935, antes de la formación del Gremio de Escritores, fue emparejada con Robert Hopkins, quien más tarde se convertiría en un colaborador frecuente. Su guion de San Francisco, protagonizada por Clark Gable y basada en la turbulenta juventud de Wilson Minzer, recibió una nominación al Premio Óscar de la Academia para el mejor guion original. Thalberg que había vuelto a enfermar le dio a Emerson un contrato de dos años como productor por 1.250 dólares a la semana. A mediados de 1937, Loos tenía decidido no renovar su contrato con MGM; después de la muerte de Thalberg en septiembre de 1936, las cosas no habían ido bien en el estudio y cada película se sentía como una lucha. Firmó con Samuel Goldwyn en United Artists por 5.000 dólares a la semana y casi de inmediato se arrepintió. Loos continuó allí trabajando en guiones "inviables".

### Vida sola
En octubre de 1936, Loos y su hermano Clifford ingresaron a Emerson en un sanatorio muy costoso, donde le diagnosticaron esquizofrenia. Loos, que siempre  había dejado las finanzas en manos de Emerson, pronto descubrió que la mayor parte de su dinero no estaba en cuentas conjuntas, sino en cuentas privadas únicamente a nombre de él. Por el exceso de trabajo en el estudio y con el estrés causado por la enfermedad de Emerson, cayó deprimida. Después de 17 años de mantener la relación, finalmente le pidió el divorcio a Emerson y él estuvo de acuerdo. Loos rápidamente rescindió su contrato con United Artists, volvió a firmar con MGM, y compró una casa frente a la playa en Santa Mónica. Emerson continuaría buscando maneras de evitar cualquier conversación sobre planes de divorcio, imposibilitando la finalización del mismo. Cuando Emerson se consideró lo suficientemente bien como para abandonar el sanatorio, pagó a una enfermera para que lo cuidara en un apartamento propio.
MGM había comprado los derechos de película de la obra de Clare Boothe Luce en Broadway, The Women (Mujeres), en 1937. Varios escritores habían trabajado sin éxito, en una versión del guion. El estudio se lo entregó a Loos y a la veterana guionista Jane Murfin, y tres semanas más tarde, Loos entregó a Cukor un guion que le parecía bueno. Lamentablemente, la junta de censura no lo aceptó. Insistieron en cambiar más de 80 líneas, y la película tuvo que entrar en producción. Loos estaba aprensiva, pero Cukor insistió en que hiciera los cambios en el set, entre su grupo de estrellas, Loos hizo amistad de inmediato con Paulette Goddard, que era sorprendentemente muy leída. También tenía a Aldous y Maria Huxley como invitados de su hogar, y alentó a Huxley a quedarse en California y continuar escribiendo allí. Cuando comenzó la Segunda Guerra Mundial en septiembre de 1939, Loos convenció a Huxley de que sería más seguro para su familia si se quedaban en Estados Unidos en lugar de regresar a Inglaterra, y le consiguió un trabajo adaptando guiones en la MGM.
Cuando Hunt Stromberg, el último productor al que respetaba, dejó MGM para producir de forma independiente, Loos trató de salir de su contrato, pero para entonces se había convertido en una propiedad muy valiosa para el estudio. Durante la guerra, Loos escribía guiones, cultivaba verduras en su jardín y tejía calcetines y suéteres de punto para los niños extranjeros. Finalmente, la Metro-Goldwyn-Mayer la dejó ir antes de que terminara su contrato. Después de esto, decidió convertirse en agente libre, e incluso regresó a Nueva York para trabajar en una nueva obra. Cuando regresó a California, tuvo una nueva pareja que tenía problemas con la bebida y la relación duraría poco.

### Regreso a Nueva York como autora teatral
En el otoño de 1946, Loos regresó a Nueva York para trabajar en Happy Birthday, una comedia de cóctel Saroyanesca escrita para Helen Hayes. La obra tuvo varios fracasos el año anterior, pero ahora continuó con Joshua Logan como director y producida por Rodgers y Hammerstein. Se estrenó en Boston, pero al público no le gustó al principio. Loos siguió mejorando el libreto durante toda la carrera de Boston; cuando se estrenó en Nueva York en el Broadhurst, fue un éxito y tuvo 600 actuaciones. Katharine Hepburn estaba ansiosa por actuar en la versión de pantalla, pero los censores de Hollywood no estaban listos para que una mujer se saliera con la suya durante dos actos y fuera recompensada con un final feliz. Loos vendió su casa de Santa Mónica a su sobrina y se aseguró de que Emerson entendiera que no se uniría a ella en Nueva York bajo ninguna circunstancia.

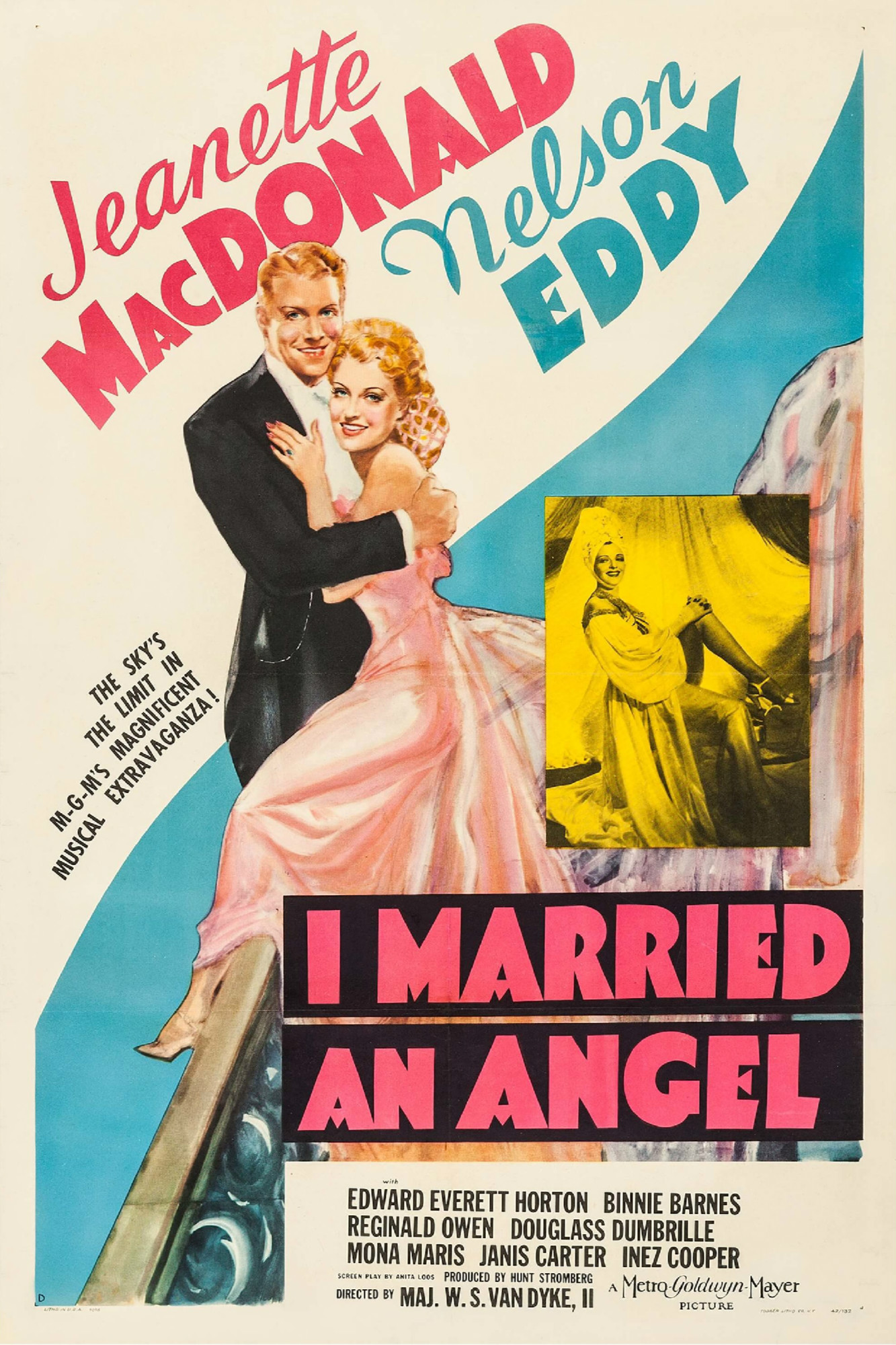
I Married an Angel.

Una vez más en su casa en Nueva York, ella y su vieja amiga Frances Marion, trabajaron en una obra no producida para ZaSu Pitts. Tuvo algunos romances, incluido Maurice Chevalier. Dos productores de Broadway tenían su ojo puesto en una versión musical de Gentlemen Prefer Blondes y presentaron a Joseph Fields como coautor. Después de los estira y afloja iniciales, Loos amenazó con abandonar la producción a menos que le aseguraran que nunca más tendría que volver a hablar con Fields. El espectáculo se abrió en Filadelfia con una entonces desconocida Carol Channing. Para cuando llegó a Nueva York fue otro éxito. Channing pronto fue elevada al estatus de estrella, el show se representó durante 90 semanas y se fue de gira por otro año. Los productores cerraron el programa cuando Channing quedó embarazada. Herman Levin comentó: "Estaba convencido de que el programa no funcionaría sin Carol y, en mi opinión, nunca lo ha hecho". Una versión de Gentlemen Prefer Blondes como película musical fue producida en 1953, dirigida por Howard Hawks y adaptada por Charles Lederer. Estuvo protagonizada por Jane Russell y Marilyn Monroe. Loos no tuvo nada que ver con la producción, pero le gustó mucho la película y pensó que Monroe se inspiró en el musical.
El éxito de Blondes por segunda vez significó que Loos tenía un mayor perfil público que nunca. Se mudó a un apartamento más espacioso en el Hotel Langdon y compró un automóvil; ella y su compañera Gladys Tipton viajaban para visitar a sus amigos cada vez que se ponía de mal humor. En 1950, Loos comenzó a escribir A Mouse is Born, otra novela, y cuando estuvo en manos de la editora, se fue al continente, su primer viaje a Europa en 20 años. Nace un ratón tuvo una recepción tibia, pero para entonces Loos ya estaba trabajando en una adaptación dramática de Gigi de Colette. La producción estaba en marcha antes de que Colette le comentara que había encontrado a su "Gigi"; había visto a Audrey Hepburn en el vestíbulo de un hotel en Montecarlo. Gigi se estrenó en el otoño de 1951 y funcionaría hasta la primavera de 1952. Para entonces, Hepburn había sido elevada al estrellato y contratada por Paramount Pictures. Después en 1958, Vincente Minnelli la llevó al cine con la bailarina y actriz debutante Leslie Caron y a Loos le gustó aún más que la obra teatral.
Durante los años siguientes, Loos trabajó en más adaptaciones y viajó para ver a sus amigos, mientras ella y Gladys se mudaron a un amplio departamento en West Fifty-Seventh Street. Su siguiente musical, The Amazing Adele, protagonizada por Tammy Grimes y con música de Albert Selden, nunca despegó cuando se estrenó en Boston y se cerró rápidamente. Tanto su marido Emerson como el de Helen Hayes, Charles MacArthur, murieron a las pocas semanas, y las mujeres se dedicaron a trabajar juntas, con Anita trabajando en una adaptación para Hayes y filmando a Anastasia en Londres. Loos trabajó y viajó incluso mientras estaba siendo tratada por una dolorosa dolencia de la mano que le impedía escribir. En 1959, Loos escribió y estrenó otra adaptación de Colette, Chéri, con Kim Stanley y Horst Buchholz en los papeles principales, pero duró solo dos meses.

### Autora de memorias
Loos continuaría escribiendo, colaborando en revistas y apareciendo regularmente en Harper's Bazaar, Vanity Fair y The New Yorker. La biógrafa Gary Carey señala: "Era una narradora de cuentos y siempre estaba en su mejor momento cuando remodelaba un recuerdo de la vida real para hacer una anécdota divertida". Loos comenzó un volumen de memorias, A Girl Like I, que sería publicado en septiembre de 1966. Su libro de 1972, Twice Over Lightly: New York Then and Now, fue escrito en colaboración con su amiga y actriz Helen Hayes. Kiss Hollywood Good-by (1974) fue otra de las memorias de Hollywood, esta vez sobre los años en la MGM y sería muy exitosa. Su libro The Talmadge Girls (1978) trata sobre las hermanas actrices Constance Talmadge y Norma Talmadge.
Loos se convertiría en una institución social de Nueva York, una asidua de fiestas y cenas, destacada en desfiles de moda, eventos teatrales y cinematográficos, bailes y galas. Cercana de celebridades, ella tampoco fue una persona que permitió que los hechos echaran a perder una buena historia. Cari Beauchamp dijo de ella:

"Con cada libro surgió una nueva serie de entrevistas y como una de las últimas supervivientes de la época del cine mudo, las historias de Anita se hicieron más exageradas y pronto se informó que vendió su primer guion a los 12 años. Siguió prosperando con personas interesantes y actividades interesantes, y mantuvo una opinión sobre todo, pero trabajó arduamente para mantener la imagen vivaz y frívola y para ocultar su soledad."

Una vez comentó: "He disfrutado de mis momentos más felices al arrastrar un vestido de noche de Mainbocher por el piso cubierto de serrín de un salón".
Fue entrevistada en la serie documental de televisión Hollywood: A Celebration of the American Silent Film (1980).
Después de pasar varias semanas con una infección pulmonar, Anita Loos murió en Nueva York a los 92 años de causas naturales. En el servicio conmemorativo, sus amigas Helen Hayes, Ruth Gordon y Lillian Gish, regalaron a los dolientes con anécdotas humorísticas y Jule Styne interpretó canciones de los musicales de Loos, entre ellas "Los diamantes son el mejor amigo de una chica".

## Obras

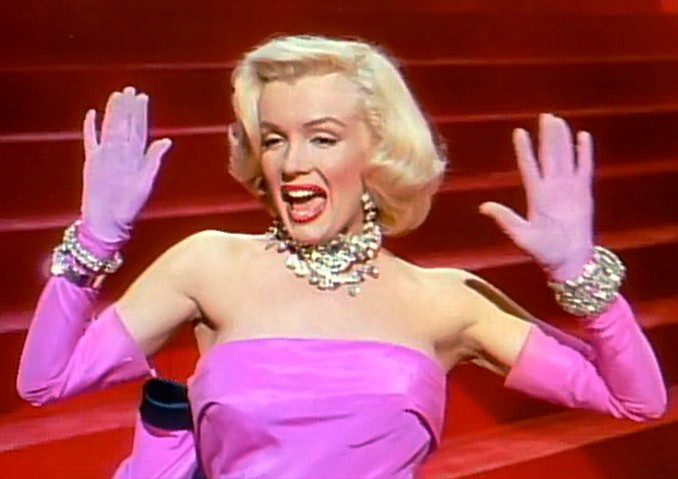
Marilyn Monroe en Gentlemen Prefer Blondes (1953)

### Ficción
- Gentlemen Prefer Blondes: The Intimate Diary of a Professional Lady. NY: Boni & Liveright, 1925
- But Gentlemen Marry Brunettes. NY: Boni & Liveright, 1927
- A Mouse Is Born. NY: Doubleday & Company, 1951
- No Mother to Guide Her. NY: McGraw Hill, 1961
- Fate Keeps On Happening: Adventures Of Lorelei Lee And Other Writings. NY: Dodd, Mead & Company, 1984

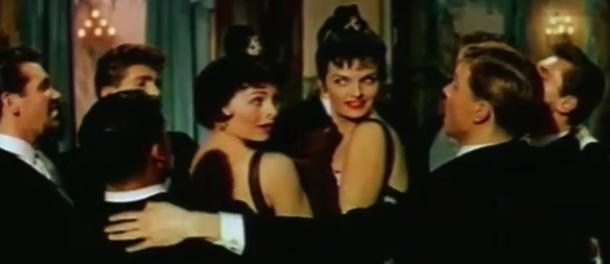
Gentlemen Marry Brunettes (1955)

### No ficción
- Con John Emerson How to Write Photoplays NY: James A McCann, 1920
- Con John Emerson. Breaking Into the Movies. NY: James A McCann, 1921
- "This Brunette Prefers Work", Woman's Home Companion, 83 (marzo de 1956)
- A Girl Like I. NY:Viking Press, 1966
- w/Helen Hayes. Twice Over Lightly: New York Then and Now. NY: Harcourt Brace Jovanovich, 1972
- Kiss Hollywood Good-by. NY: Viking Press, 1974
- Cast of Thousands: a pictorial memoir of the most glittering stars of Hollywood. NY: Grosset and Dunlap, 1977
- The Talmadge Girls. NY: Viking Press, 1978

### Obras teatrales para Broadway
- The Whole Town's Talking (1923)
- The Fall of Eve (1925)
- Gentlemen Prefer Blondes (1926)
- The Social Register (1931)
- Happy Birthday (1946)
- Gentlemen Prefer Blondes (1949)
- Gigi (1951)
- Chéri (1959)
- The King's Mare (1967)
- Lorelei (1974)

### Escenarios y guiones de películas

#### Cine mudo
- My Baby (1912)
- The Musketeers of Pig Alley (1912)
- The New York Hat (1912)
- A Narrow Escape (1913; escenario)
- The Wedding Gown (1913; escenario)
- His Hoodoo (1913; escenario; relato "The Making of a Masher")
- Pa Says (1913; relato "The Queen of the Carnival")
- A Cure for Suffragettes (1913)
- A Fallen Hero (1913)
- A Horse on Bill (1913)
- Binks' Vacation (1913)
- Highbrow Love (1913)
- How the Day Was Saved (1913)
- Oh, Sammy! (1913)
- The Hicksville Epicure (1913)
- The Power of the Camera (1913)
- The Suicide Pact (1913)
- His Awful Vengeance (1913)
- The Lady in Black (1913)
- The Mistake (1913)
- The Telephone Girl and the Lady (1913)
- The Widow's Kids (1913)
- The Sisters (1914/I; escenario)
- A Lesson in Mechanics (1914; escenario)
- Nearly a Burglar's Bride (1914; escenario)
- Some Bull's Daughter (1914; escenario)
- The Deceiver (1914; escenario)
- The Road to Plaindale (1914; escenario)
- The Saving Grace (1914; escenario)
- The Saving Presence (1914; escenario)
- A Corner in Hats (1914)
- A Flurry in Art (1914)
- Gentleman or Thief (1914)
- Nell's Eugenic Wedding (1914)
- The Fatal Dress Suit (1914)
- The Man on the Couch (1914)
- The Million Dollar Bride (1914)
- The Gangsters of New York (1914; no acreditada)
- A Bunch of Flowers (1914)
- Billy's Rival (1914)
- For Her Father's Sins (1914)
- Izzy and His Rival (1914)
- The Girl in the Shack (1914)
- The Hunchback (1914)
- The Last Drink of Whiskey (1914)
- The White Slave Catchers (1914)
- When the Road Parts (1914)
- A Ten-Cent Adventure (1915)
- Mixed Values (1915; escenario)
- The Deacon's Whiskers (1915; escenario)
- The Lost House (1915; escenario)
- The Fatal Finger Prints (1915)
- Stranded (1916/I)
- Macbeth (1916; subtítulos)
- A Calico Vampire (1916; escenario)
- Laundry Liz (1916; escenario)
- The French Milliner (1916; escenario)
- The Americano (1916; escenario; subtítulos)
- The Wharf Rat (1916)
- A Corner in Cotton (1916)
- American Aristocracy (1916)
- Intolerance: Love's Struggle Throughout the Ages (1916; subtítulos)
- The Mystery of the Leaping Fish (1916; subtítulos)
- A Wild Girl of the Sierras (1916)
- His Picture in the Papers (1916)
- The Children Pay (1916)
- The Half-Breed (1916)
- The Little Liar (1916)
- The Matrimaniac (1916)
- The Social Secretary (1916)
- In Again, Out Again (1917/II)
- A Daughter of the Poor (1917)
- Down to Earth (1917)
- Reaching for the Moon (1917)
- Wild and Woolly (1917)
- Good-Bye, Bill (1918; guion; productora; relato "Gosh Darn the Kaiser")
- Hit-the-Trail Holliday (1918)
- Let's Get a Divorce (1918)
- Come on In (1918; guion; productora)
- A Virtuous Vamp (1919; escenario)
- A Temperamental Wife (1919; escenario; productora)
- Oh, You Women! (1919; escenario)
- Under the Top (1919)
- Getting Mary Married (1919)
- The Isle of Conquest (1919)
- The Branded Woman (1920; adaptación)
- Dangerous Business (1920; productora; guion)
- Two Weeks (1920; escenario)
- The Perfect Woman (1920)
- The Love Expert (1920; guion; productora)
- In Search of a Sinner (1920, no acreditada)
- Woman's Place (1921)
- Mama's Affair (1921)
- Polly of the Follies (1922)
- Red Hot Romance (1922; guion; productora ejecutiva)
- Dulcy (1923)
- Three Miles Out (1924)
- Learning to Love (1925)
- The Whole Town's Talking (1926)
- Stranded (1927)
- Gentlemen Prefer Blondes (1928; novela; guion; subtítulos)
- The Fall of Eve (1929)

#### Cine sonoro
- Ex-Bad Boy (1931; relato "The Whole Town's Talking")
- The Struggle (1931)
- Blondie of the Follies (1932; di´slogos)
- Red-Headed Woman (1932)
- Hold Your Man (1933)
- Midnight Mary (1933)
- The Barbarian (1933)
- The Girl from Missouri (1934)
- The Cat and the Fiddle (1934; participante en el guion; no acreditada)
- Social Register (1934)
- Biography of a Bachelor Girl (1935)
- Riffraff (1936)
- San Francisco (1936)
- Saratoga (1937)
- Mama Steps Out (1937)
- The Cowboy and the Lady (1938; participante en el guion; no acreditada)
- Another Thin Man (1939; participante en el guion; no acreditada)
- The Women (1939)
- Babes in Arms (1939; no acreditada)
- Strange Cargo (1940; adaptación; no acreditada)
- Susan and God (1940)
- Blossoms in the Dust (1941)
- When Ladies Meet (1941)
- They Met in Bombay (1941)
- I Married an Angel (1942)
- Lazos humanos (1945 no acreditada)
- The Buick Circus Hour (1952; libretos televisivos)
- Gentlemen Prefer Blondes (1953)
- Gentlemen Marry Brunettes (1955; novela But Gentlemen Marry Brunettes)
- Producers' Showcase "Happy Birthday" (1956)